# La partita di pallone/Amore twist
La partita di pallone/Amore twist è un disco 45 giri di Rita Pavone, prodotto da Teddy Reno e pubblicato nel settembre 1962.

## Descrizione
La partita di pallone è un brano scritto da Edoardo Vianello e Mario Cantini per la musica e da Carlo Rossi per il testo, per Cocky Mazzetti; ma la canzone fu pubblicata prima nella versione della Pavone, ed il 45 giri della Mazzetti venne immesso sul mercato solo a settembre 1962 , si differenzia dalla versione della Pavone per il verso " la domenica mi lasci sola a casa  " in luogo di " la domenica mi lasci sempre sola ".
Il brano, che nell'incisione della Pavone si rivelerà un successo, parla di una ragazza che è stanca di restare a casa la domenica mentre il suo lui dice di "andare a vedere la partita di pallone" lei, gelosa, non crede che lui vada effettivamente allo stadio e quindi chiede di portarci anche lei una volta.
Nel 1988 la cantante brasiliana Gabriela registra una versione in portoghese dal titolo Por quê? per l'album Não é fácil chegar aos 15 anos.
Amore twist è il brano presente sul retro del disco 45 giri, scritto sia per il testo che per la musica da Angelo Bovenzi.
Direttore d'orchestra Luis Enriquez Bacalov per entrambi i brani.

## Curiosità
La partita di pallone è canticchiata da Sophia Loren nell'episodio Mara del film Ieri, oggi, domani diretto da Vittorio De Sica.